# 천체역학

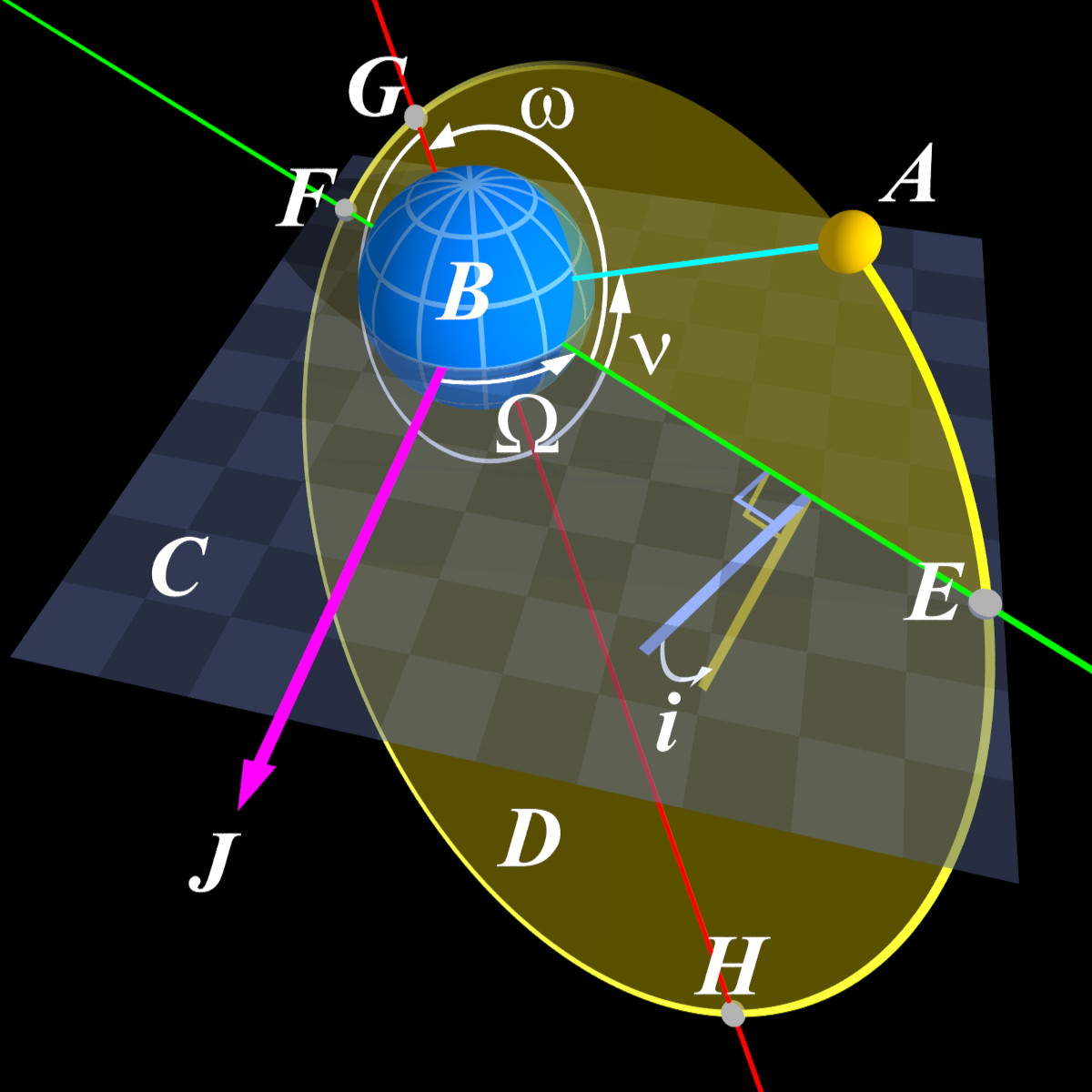

천체역학(astrodynamics or orbital mechanics)은 물리학에서의 역학(mechanics)의 원리를 응용하여 천체의 운동을 연구하는 천문학의 한 분야이다.

## 법칙
대표적인 예로, 케플러의 3가지 법칙이 있다. 사실 케플러의 이 법칙은 경험적, 귀납적으로 추론되었지만, 뉴턴은 자신의 역학 체계를 이용하여 이를 성공적으로 연역하였다.

## 같이 보기
- 위치천문학
- 천체물리학
- 천문항법
- 천체력
- 수치해석학
- 궤도 요소
- 겉보기 역행 운동
- 인공위성
- 조석력